# Bonkers, Marsupilami & C:o
Bonkers, Marsupilami & C:o (engelska: Raw Toonage) är en kortlivad amerikansk animerad TV-serie från Disney. Den sändes ursprungligen i CBS på lördagsmornarna under höstsäsongen 1992, och kom totalt att omfatta 12 avsnitt. Trots dess korta livslängd gav serien upphov till två spinoffer; Marsupilami och Bonkers som båda två delvis bestod av material från Bonkers, Marsupilami & C:o.

## Karaktärer
Undantaget ett par avsnitt leds varje show av en känd disneyfigur, som presenterar ett antal kortfilmer av olika typ:

### Bonkers
Bonkers är ett kärlekskrankt lodjur ständigt på jakt efter sin vackra granne Gulli Hjort, och drar sig inte för att använda sig av kompisen Nervis för att få hennes uppmärksamhet; något som sällan får ett lyckligt slut.

### Marsupilami
Marsupilami är ett mycket ovanligt djur med lång svans, skapad av belgaren André Franquin till äventyrsserien Spirou på 1950-talet. Disneyversionen har dock inte mycket gemsamt med originalet.
Förutom Marsupilami syns i dessa filmer även hans bäste vän apan Maurice och ärkefienden Norman, en människa.

### Totally Tasteless Video
Parodier på diverse filmer och TV-program. Kallades i den svenska dubbningen för Veckans värsta video. Inga fasta karaktärer.

### Sport Goofy
I avsnitt 6 spelar dessutom Långben huvudrollen i episod som ursprungligen hade producerats i syfte att fungera som presentationsepisod.

## Bonkers, Marsupilami & C:o i Sverige
Åtminstone de nio första avsnitten av serien visades i Sverige under våren 1996. Ingen VHS- eller DVD-utgivning har skett.

## Avsnittsguide

### TV-serien
Typupplägget för serien är att varje avsnitt består av fyra episoder, ett med Bonkers, ett med Marsupilami, en Totally Tasteless Video, samt en ramberättelse där en tecknad disneykändis gör sitt bästa för att presentera de övriga inslagen. Några avsnitt bryter dock mönstret.
Samtliga episoder med Bonkers och så gott som samtliga med Marsupilami skulle senare komma att repriseras i deras respektive serie. Det fjärde avsnittets extra långa ram-episod med krabban Sebastian från Den lilla sjujungfrun i huvudrollen repriserades även det i Marsupilami.
- 1. Avsnitt 1  	(1992-09-19)
  - Presenterat av Ludwig von Anka.
  - Bonkers: Spatula Party (repriserat i Bonkers Avsnitt 38)
  - Totally Tasteless Video: Doggie Schnauzer
  - Marsupilami: Marsupilami Meets Dr. Normanstein (repriserat i Marsupilami Avsnitt 7)
- 2. Avsnitt 2	(1992-09-26)
  - Presenterat av Don Karnage och Kapten Krok.
  - Bonkers: Sheerluck Bonkers (Bonkers #38)
  - Totally Tasteless Video: All Potato Network
  - Marsupilami: The Puck Stops Here (Marsipulami #4)
- 3. Avsnitt 3	(1992-10-03)
  - Presenterat av Joakim von Anka
  - Bonkers: Bonkers in Space (Bonkers #20)
  - Totally Tasteless Video: Cro-Magnum PI
  - Marsupilami: The Treasure of the Sierra Marsdre (Marsupilami #3)
- 4. Avsnitt 4	(1992-10-10)
  - Presenterat av krabban Sebastian och kocken Louie. (Denna presentation, som är extra lång (vilket förklarar varför det bara ingår två huvudepisoder i detta avsnitt), repriserades också i det 13:e avsnittet av Marsupilami, då under titeln Flambe, Bombe.)
  - Bonkers: Draining Cats and Dogs (Bonkers #20)
  - Marsupilami: Mars vs. Man (Marsupilami #11)
- 5. Avsnitt 5	(1992-10-17)
  - Presenterat av Nervis, som fått jobb som stuntman på inspelningarna av Duck Tales, Piff och Puff - Räddningspatrullen, Den lilla sjöjunfrun och Luftens hjältar.
  - Bonkers: Get Me to the Church on Time (Bonkers #47)
  - Totally Tasteless Video: So You Think You Know Everything, Do You?
  - Marsupilami: Someone's in the Kitchen with Mars (Marsupilami #8)
- 6. Avsnitt 6	(1992-10-24)
  - Presenterat av Bonkers och Gulli Hjort.
  - Bonkers: Ski Patrol (Bonkers #20)
  - Totally Tasteless Video: Poultrygeist
  - Marsupilami: Romancing the Clone (Marsupilami #5)
  - Goofy's Guide to the Olympics
- 7. Avsnitt 7	(1992-10-31)
  - Ingen presentatör.
  - Bonkers: Get Me a Pizza (Hold the Minefield) (Bonkers #38)
  - Totally Tasteless Video: Nightmare on Rocky Road
  - Marsupilami: Wannabe Ruler? (Marsupilami #14)
  - Totally Tasteless Video: The Porker' Court
- 8. Avsnitt 8 	(1992-11-07)
  - Presenterat av Sigge McKvack.
  - Bonkers: Dogzapoppin' (Bonkers #42)
  - Marsupilami: Bathtime for Maurice (Marsupilami #2)
  - Marsupilami: A Fear of Kites (Marsupilami #6)
- 9. Avsnitt 9  	(1992-11-14)
  - Ingen presentatör.
  - Bonkers: Trailmix Bonkers (Bonkers #9)
  - Marsupilami: The Young and the Nestless (Marsupilami #14)
  - Totally Tasteless Video: Coming Attractions
  - Marsupilami: Jungle Fever (Marsupilami #13)
- 10. Avsnitt 10	(1992-11-21)
  - Presenterat av Gåsalin och Ludwig von Anka.
  - Marsupilami: Witch Doctor is Which? (Marsupilami #10)
  - Totally Tasteless Video: Robin Hoof
  - Marsupilami: The Hairy Ape (Marsupilami #1)
- 11. Avsnitt 11	(1992-11-28)
  - Presenterat av Marsupilami och Maurice.
  - Bonkers: Quest for Firewood (Bonkers #47)
  - Totally Tasteless Vidoe: Badly Animated Man
  - Marsupilami: Safari So Good (Marsupilami #12)
- 12. Avsnitt 12	(1992-12-05)
  - Ingen presentatör.
  - Bonkers: Gobble Gobble Bonkers (Bonkers #47)
  - Marsupilami: Hot Spots (Marsupilami #14)
  - Totally Tasteless Video: My New Shoes
  - Marsupilami: Prime Mates Forever (Marsupilami #9)

### "Petal to the Metal" och oproducerat material
Ett trettonde avsnitt var planerat, men fullgjordes aldrig. Bonkers-episoden från detta avsnitt, Petal to the Metal,  visades dock på bio som förfilm till Ninja Kids, och senare i avsnitt 48 av Bonkers egen TV-serie. Ytterligare två Bonkers-episoder, Indiana Bonkers and the Temple of Fawn och Pla-Toon var ursprungligen planerade men färdigställdes aldrig.
Åtminstone två ytterligare presentationsepisoder var påtänkta - ett med Blunder från Den lilla sjöjungfrun och ett med Baloo från Luftens hjältar, liksom ytterligare en Totally Tasteless Video; Frog Prince of Bel Air. Inga av dessa episoder hann dock produceras innan serien lades ner.

## Serietidningarnas värld
Såväl Bonkers som Marsupilami spred sig även till serietidningarna - se sidorna om TV-serierna  Bonkers och Marsupilami.

### Fotnoter
1. ↑  ”Western Animation / Raw Toonage” (på engelska). TV Tropes. http://tvtropes.org/pmwiki/pmwiki.php/WesternAnimation/RawToonage. Läst 20 juli 2016.